# Hiệp hội Doanh nghiệp Dịch vụ Logistics Việt Nam
Hiệp hội Doanh nghiệp Dịch vụ Logistics Việt Nam là tổ chức xã hội nghề nghiệp phi lợi nhuận của những người, tổ chức và doanh nghiệp hoạt động trong lĩnh vực thương mại giao nhận kho vận, dịch vụ logistics tại Việt Nam.
Hiệp hội có tên giao dịch tiếng Anh là Vietnam Logistics Business Association, viết tắt là VLA.
Hiệp hội được thành lập ngày 18/11/1993 với tên gọi là "Hiệp hội Giao nhận Kho vận Việt Nam", tên giao dịch viết tắt VIFFAS.
Tên gọi "Hiệp hội Doanh nghiệp Dịch vụ Logistics" được Bộ Nội vụ phê duyệt đổi tên theo Quyết định số 07/QĐ-BNV ngày 4 tháng 1 năm 2013.
Điều lệ hiện hành của Hiệp hội Doanh nghiệp Dịch vụ Logistics Việt Nam được Bộ Nội vụ phê duyệt tại cùng Quyết định số số 07/QĐ-BNV ngày 4 tháng 1 năm 2013.
Văn phòng Hiệp hội Doanh nghiệp Dịch vụ Logistics Việt Nam đặt tại địa chỉ Tầng 2, Tòa nhà Toserco Building Số 273 phố Kim Mã, phường Giảng Võ, quận Ba Đình, Hà Nội.